# EuraTechnologies
 (octobre 2023).
 (mars 2025).
Si vous disposez d'ouvrages ou d'articles de référence ou si vous connaissez des sites web de qualité traitant du thème abordé ici, merci de compléter l'article en donnant les références utiles à sa vérifiabilité et en les liant à la section « Notes et références ».

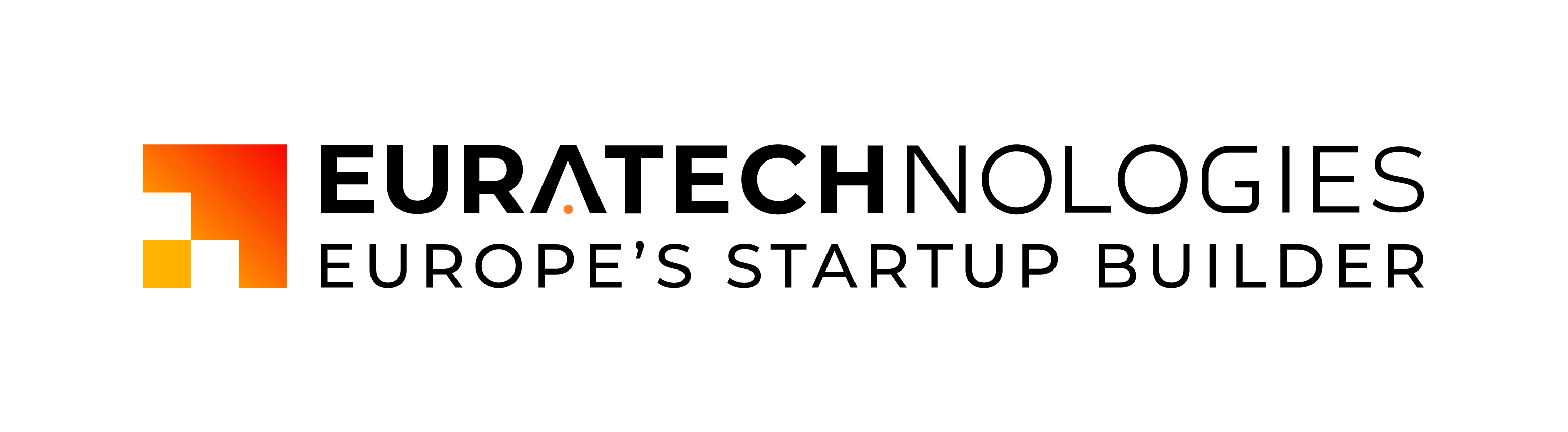

EuraTechnologies est un important incubateur de startups en Europe, avec 150 000 m² de locaux . Créé en 2009, EuraTechnologies est un projet lancé et porté par Pierre de Saintignon, Premier Adjoint de la Mairie de Lille et développé avec succès par Raouti Chehi jusque 2021. C'est aussi le plus vieil incubateur européen, dans le top 3 des accélérateurs européens d'après une étude menée par Fundacity.
Le projet EuraTechnologies est considéré comme un modèle de réhabilitation de friche industrielle pour le numérique et a servi d'exemple sur le continent à d'autres lieux emblématiques, comme Station F à Paris ou Factory à Berlin.
En 2013, Arnaud Montebourg, alors Ministre du Redressement Productif, a présenté EuraTechnologies comme "le modèle de quartier numérique le plus avancé de France".
En 2014, Fleur Pellerin, alors Ministre de l'Economie Numérique, a considéré que le projet EuraTechnologies avait inspiré la création de la French Tech  au niveau national. EuraTechnologies est d'ailleurs aussi appelé "Le cœur de la French Tech" car considéré comme le totem historique du label French Tech et Lille a reçu le label Capitale French Tech en avril 2019.
EuraTechnologies accueille les bureaux de plus de 300 entreprises du numérique et abrite 4500 salariés. En 2021, 225 startups sortent des programmes EuraTechnologies (pré-incubation, incubation et accélération) contre 100 en 2017.
En 2024, EuraTechnologies a fêté ses 15 ans et a dévoilé une étude qui révèle que le hub de startups et d'innovation a accompagné 1 300 projets en incubation qui ont abouti à la création de 466 entreprises avec un taux de survie à trois ans de 91 % (contre 70 % pour la moyenne nationale). EuraTechnologies a ainsi participé à la création de plus de 8000 emplois.
En juillet 2021, Nicolas Brien, ancien directeur général de France Digitale, était nommé Président du Directoire d'EuraTechnologies. 15 mois plus tard, il était brusquement révoqué.

## Historique
Inauguré le jeudi 26 mars 2008, EuraTechnologies fut un projet lancé et porté par Pierre de Saintignon, Premier Adjoint de la Ville de Lille à cette époque. Le projet a été lancé à l'inititative de la Ville de Lille, la Métropole Européenne de Lille et la Région Hauts-de-France, rejoints par des actionnaires privés. 
L'ancienne filature fut réhabilitée par la Soreli, Société d’Économie Mixte (SEM) d'aménagement urbain qui assura la gestion immobilière jusqu'en 2012. L'ensemble de cette réhabilitation en pôle technologique, d'un montant proche de 52 millions d'euros a été financé en majorité par la Métropole Européenne de Lille, aidée par le Conseil Régional des Hauts-de-France, la Ville de Lille, le Crédit Agricole Nord-de-France, le Crédit Mutuel Nord-Europe et la Caisse d'Epargne Hauts-de-France. L'animation du site fut initialement confiée à la structure Digiport puis à EuraTechnologies Développement. Le 1er janvier 2012, la S.P.L. EuraTechnologies, dirigée par Raouti Chehih, a repris à sa charge la gestion des bâtiments ainsi que l'animation du parc d'activités. Il était composé à l'origine de 4 grands domaines : Le Blan-Lafont, Secteur Central, Le Marais de Lomme et L’île des Bois-Blancs.
Aujourd'hui, EuraTechnologies a essaimé sur 4 autres grands campus : un 2e à Lille, Roubaix, Saint-Quentin, dans l'Aisne et à Willems, en zone péri-rurale.
En 2022, EuraTechnologies réalise une levée de fonds historique de 24 millions d'euros intégrant de nouveaux actionnaires dont l'Association Familiale Mulliez et Entreprises et Cités.

## Impact Social
EuraTechnologies est une société d'économie mixte (SEM) qui compte parmi ses actionnaires la Métropole Européenne de Lille, la Ville de Lille, la Région Hauts-de-France, le Crédit Agricole Nord-de-France, le Crédit Mutuel Nord-Europe et la Caisse d'Épargne Hauts-de-France. Les missions d'EuraTechnologies incluent de nombreuses missions d'intérêt général et des programmes à impact social, notamment en vue de la formation au numérique avec des ateliers dispensés au sein du Learning District.
EuraTechKids s'adresse aux enfants de 5 à 12 ans et les initie à la robotique et au coding.

## Écosystème
À Lille, EuraTechnologies est le nom d'un quartier qui s'étend sur cent hectares. Ce quartier des Rives de la Haute-Deûle (Bois-Blancs ) est le premier éco-quartier des Hauts-de-France et le 13e en France. Il a reçu en 2013 le label écoquartier par Cécile Duflot, alors ministre de l'Egalité des territoires et du logement.
Vinci Immobilier y a construit le bâtiment Wave, premier bâtiment tertiaire français à recevoir le niveau le plus élevé de la certification R2S.
De grandes entreprises françaises et étrangères sont implantées sur le campus EuraTechnologies (IBM, Capgemini, Microsoft) ainsi que des acteurs du monde de la recherche (INRIA, CEA Tech, CITC) et des établissements d'enseignement supérieur (masters de l'ISTC et de la Faculté de gestion, économie et sciences (FGES) de l'Université catholique de Lille.

## Entreprises
Plus de 300 sièges d'entreprises sont installés à EuraTechnologies, dont :

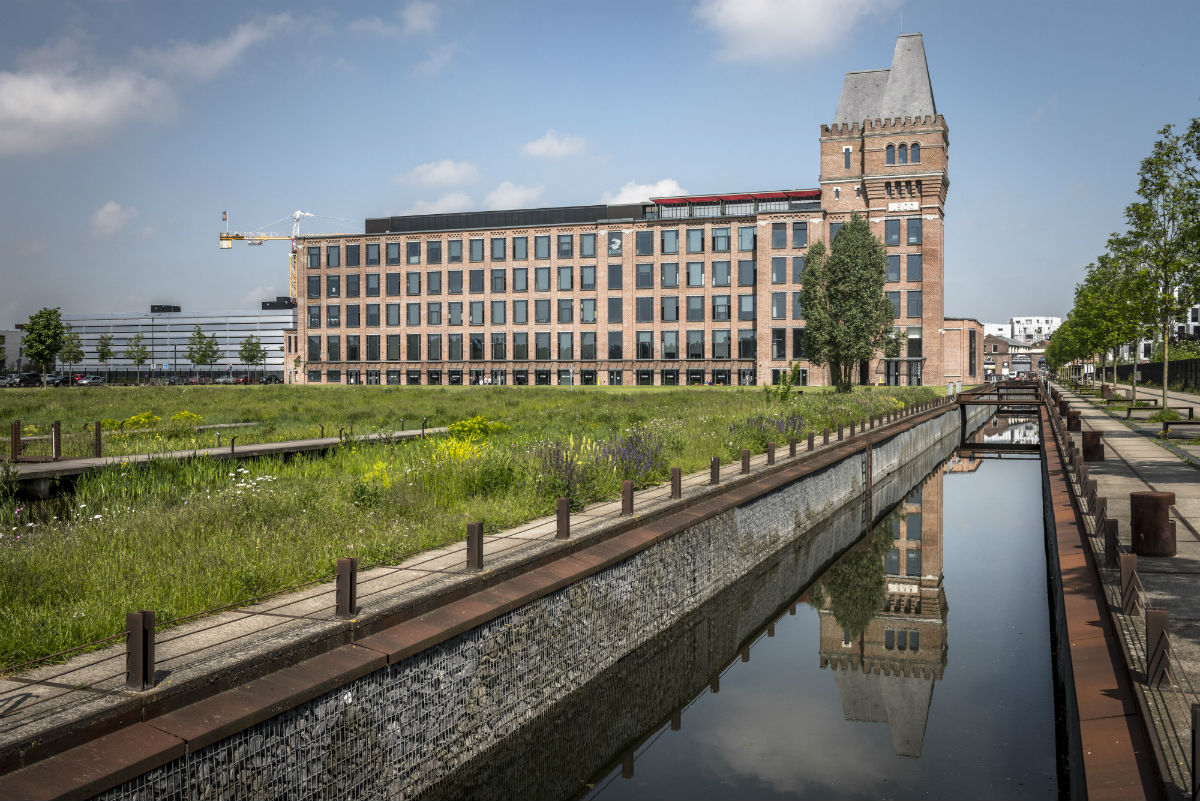
L'ancienne usine Le Blan-Lafont réhabilitée

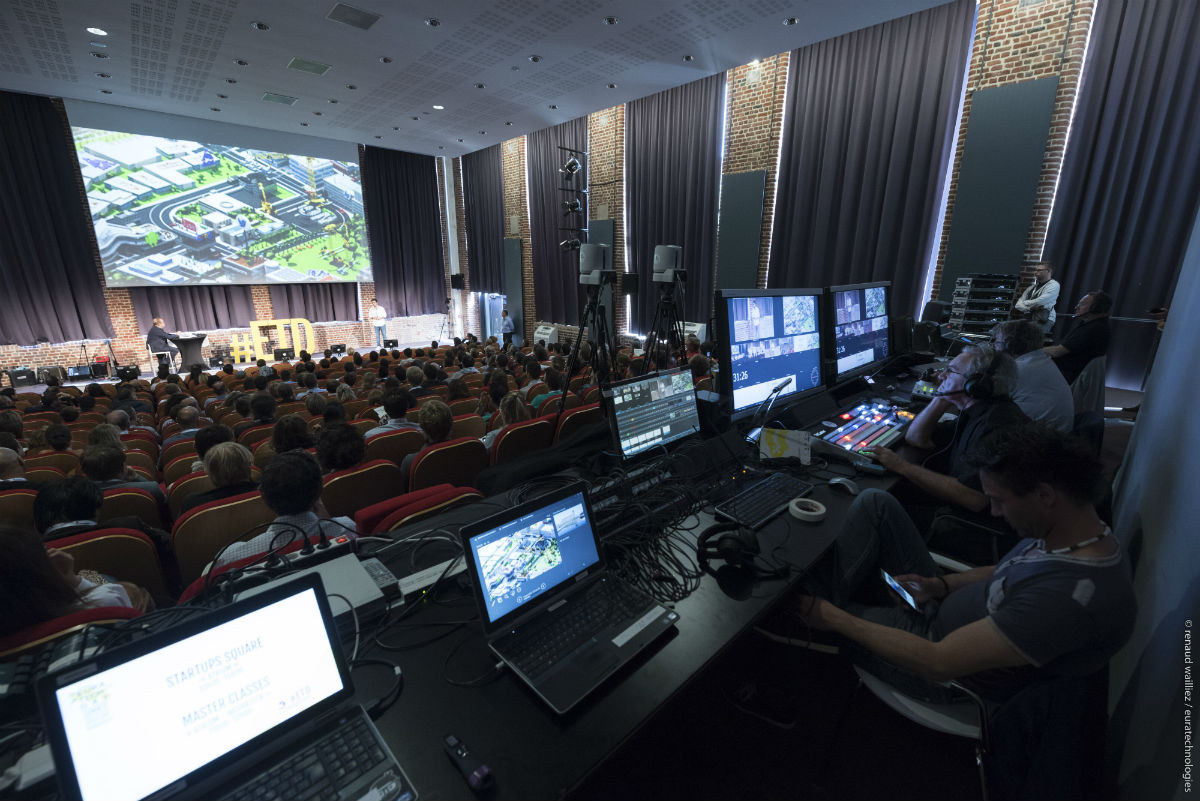
L'auditorium

- IBM
- Capgemini
- Yper[17]
- Arobas Music
- Jooxter[18]
- Caast[19]
- TradeIn[20]

## Critique
40 % des effectifs d'EuraTechnologies partis en huit mois entre 2021 et 2022. La Voix du Nord relate un audit social lancé par le nouveau président du directoire, Nicolas Brien, relatant des situations de harcèlement.